# Stari pisci hrvatski
Stari pisci hrvatski nakladnička je serija Hrvatske akademije znanosti i umjetnosti, pokrenuta 1869. godine.
Akademija je zbog skrbi o hrvatskome jeziku i njegovim književnim spomenicima na sjednici od 17. listopada 1867. godine zaključila kako će „o svom trošku izdavati bogato blago hrvatskoga jezika i književnosti, koje se sačuvalo u djelih starih hrvatskih pisaca od 16. do 18. vieka”, izabravši u odbor akademike koji će se tim poslom baviti: Đuro Daničić, Vatroslav Jagić, Janko Jurković, Fran Kurelac, Adolfo Veber Tkalčević.
Edicija predstavlja utemeljenje hrvatske tekstologije. Tekstovi dopreporodnih pisaca objavljeni su u ediciji prvi puta u kritičkim izdanjima, popraćenima detaljnim opisima varijanata u rukopisima te biografijama autora. Tim je izdanjima postavljena osnova za opis i vrednovanje starije hrvatske književnosti.

### Objavljeni naslovi
Do 2021. godine u nakladničkoj je seriji Stari pisci hrvatski objavljeno 45 naslova. 
| Broj | Autor(i)                                                                            | Naslov | Priređivač(i)                                        | Godina |
| ---- | ----------------------------------------------------------------------------------- | --- | ---------------------------------------------------- | ------ |
| 1    | Marko Marulić                                                                       | Pjesme Marka Marulića | Ivan Kukuljević Sakcinski i Vatroslav Jagić          | 1869.  |
| 2    | Šiško Menčetić Gjore Držić                                                          | Pjesme Šiška Menčetića Vlahovića i Gjore Držića | Vatroslav Jagić                                      | 1870.  |
| 3    | Mavro Vetranić                                                                      | Pjesme Mavra Vetranića Čavčića Dio I.: Pjesni razlike | Vatroslav Jagić, Ivan August Kaznačić                | 1871.  |
| 4    | Mavro Vetranić                                                                      | Pjesme Mavra Vetranića Čavčića Dio II.: Pjesni razlike. Pelegrin. Drame | Vatroslav Jagić, Ivan August Kaznačić i Đuro Daničić | 1872.  |
| 5    | Nikola Dimitrović Nikola Nalješković                                                | Pjesme Nikole Dimitrovića i Nikole Nalješkovića | Vatroslav Jagić i Đuro Daničić                       | 1873.  |
| 6    | Petar Hektorović Hanibal Lucić                                                      | Pjesme Petra Hektorovića i Hanibala Lucića | Sebastijan Žepić                                     | 1874.  |
| 7    | Marin Držić                                                                         | Djela Marina Držića | Franjo Petračić                                      | 1875.  |
| 8    | Nikola Nalješković Andrija Čubranović ↓1 Mikša Pelegrinović Sabo Bobaljević Mišetić | Pjesme Nikole Nalješkovića, Andrije Čubranovića, Miše Pelegrinovića i Saba Mišetića Bobaljevića i Jegjupka neznana pjesnika                                                   | Sebastijan Žepić                                     | 1876.  |
| 9    | Ivan Gundulić                                                                       | Djela Iva Frana Gundulića | Armin Pavić                                          | 1877.  |
| 10   | Fran Lukarević Burina                                                               | Djela Frana Lukarevića Burine | Sebastijan Žepić                                     | 1878.  |
| 11   | Miho Bunić Babulinov Maroje Mažibradić Horacije Mažibradić Marin Burešić            | Pjesme Miha Bunića Babulinova, Maroja i Oracia Mažibradića, Marina Burešića                                                                                                   | Sebastijan Žepić                                     | 1880.  |
| 12   | Junije Palmotić                                                                     | Djela Gjona Gjora Palmotića Dio I.: Drame | Armin Pavić                                          | 1882.  |
| 13   | Junije Palmotić                                                                     | Djela Gjona Gjora Palmotića Dio II.: Drame | Armin Pavić                                          | 1883.  |
| 14   | Junije Palmotić                                                                     | Djela Gjona Gjora Palmotića Dio III.: Kristijada. Pjesme | Armin Pavić                                          | 1884.  |
| 15   | Antun Gleđević                                                                      | Djela Antuna Gleđevića: sa snimkom Gleđevićeva pisma | Pero Budmani                                         | 1886.  |
| 16   | Petar Zoranić Antun Sasin Savko Gučetić Bendevišević                                | Djela Petra Zoranića, Antuna Sasina, Savka Gučetića Bendeviševića | Pero Budmani                                         | 1888.  |
| 17   | Juraj Baraković                                                                     | Djela Jurja Barakovića | Pero Budmani i Matija Valjavec Kračmanov             | 1889.  |
| 18   | Dinko Ranjina                                                                       | Pjesni razlike Dinka Rańine, vlastelina dubrovačkoga, u kojih on kaže sve, što se sgodi mu stvoriti kroz ļubav stojeći u gradu latinskom od Z̧angle                            | Matija Valjavec Kračmanov                            | 1891.  |
| 19   | Junije Palmotić                                                                     | Djela Gjona Gjora Palmotića. Dio IV.: Dodatak | Ivan Broz                                            | 1892.  |
| 20   |                                                                                     | Crkvena prikazańa starohrvatska XVI i XVII vijeka | Matija Valjavec Kračmanov                            | 1893.  |
| 21   | Dominko Zlatarić                                                                    | Djela Dominika Zlatarića | Pero Budmani                                         | 1899.  |
| 22   | Jerolim Kavanjin                                                                    | Poviest vanđelska bogatoga a nesrećna Epuluna i ubogoga a čestita Lazara (Bogatstvo i uboštvo). „Velopiesna“ Jerolima Kavańina (Cavagnini) vlastelina spliskoga i trogirskoga | Josip Aranza                                         | 1913.  |
| 23   | Matija Antun Relković                                                               | Djela Matije Antuna Relkovića | Tomo Matić                                           | 1916.  |
| 24   | Ignjat Đurđević                                                                     | Djela Ińacija Ǵorǵi (Igńata Đorđića). Kńiga prva: Pjesni razlike i uzdasi Mandalijene pokornice                                                                               | Milan Rešetar                                        | 1918.  |
| 25   | Ignjat Đurđević                                                                     | Djela Ińacija Ǵorǵi (Igńata Đorđića). Kńiga druga: Dio I.: Saltijer slovinski. Dio II.: Saltijer slovinski i proza                                                            | Milan Rešetar                                        | 1926.  |
| 26   | Antun Kanižlić Antun Ivanošić Matija Petar Katančić                                 | Pjesme Antuna Kanižlića, Antuna Ivanošića i Matije Petra Katančića | Tomo Matić                                           | 1940.  |
| 27   | Andrija Kačić Miošić                                                                | Djela Andrije Kačića Miošića. Kńiga prva: Razgovor ugodni | Tomo Matić                                           | 1942.  |
| 28   | Andrija Kačić Miošić                                                                | Djela Andrije Kačića Miošića. Kńiga druga: Korabļica | Tomo Matić                                           | 1945.  |
| 29   | Tituš Brezovački                                                                    | Djela Tituša Brezovačkoga | Milan Ratković                                       | 1951.  |
| 30   | Filip Grabovac                                                                      | Cvit razgovora naroda i jezika iliričkoga aliti rvackoga | Tomo Matić                                           | 1951.  |
| 31   | Marko Marulić                                                                       | Davidias | Josip Badalić                                        | 1954.  |
| 32   | Petar Zrinski                                                                       | Adrijanskog mora sirena | Tomo Matić                                           | 1957.  |
| 33   | Džore Držić                                                                         | Pjesni ljuvene | Josip Hamm                                           | 1965.  |
| 34   | Vid Došen                                                                           | Djela Vida Došena | Tomo Matić i Antun Djamić                            | 1969.  |
| 35   | Ivan Bunić Vučić                                                                    | Djela Dživa Bunića Vučića | Milan Ratković                                       | 1971.  |
| 36   |                                                                                     | Dubrovačke preradbe Molièreovih komedija. Knjiga I | Mirko Deanović                                       | 1972.  |
| 37   |                                                                                     | Dubrovačke preradbe Molièreovih komedija. Knjiga II | Mirko Deanović                                       | 1973.  |
| 38   |                                                                                     | Hrvatska proza Marulićeva vremena. Knjiga I: Dijalozi Grgura Velikoga u prijevodu iz godine 1513.                                                                             | Josip Hamm                                           | 1978.  |
| 39   | Petar Hektorović                                                                    | Djela | Josip Vončina                                        | 1986.  |
| 40   |                                                                                     | Hrvatska proza Marulićeva vremena. Knjiga II: Acta pilati i Cvitje | Josip Hamm                                           | 1987.  |
| 41   | Petar Zoranić                                                                       | Planine | Franjo Švelec i Josip Vončina                        | 1988.  |
| 42   | Fran Krsto Frankopan                                                                | Djela | Josip Vončina                                        | 1995.  |
| 43   |                                                                                     | Najstariji hrvatski latinički spomenici. Do sredine 15. stoljeća | Dragica Malić                                        | 2004.  |
| 44   | Juraj Habdelić                                                                      | Pervi otca našega Adama greh | Josip Bratulić                                       | 2018.  |
| 45   | Juraj Habdelić                                                                      | Zercalo Marijansko | Josip Bratulić                                       | 2020.  |